# Karl Marx/Werkverzeichnis
Diese Seite behandelt das Gesamtwerk von Karl Marx. Sie beinhaltet Listen zu seinen Werken.

## Werkausgaben
- Marx-Engels-Werke (MEW), Dietz-Verlag, Berlin 1956–2018 (44 Bände). DEA Archiv, Seitengenau zur MEW
- Marx-Engels-Gesamtausgabe (MEGA), Dietz-Verlag, Berlin (DDR) seit 1975 / Akademie-Verlag, Berlin (Bundesrepublik) seit 1990. – Die im Vergleich zur MEW-Ausgabe um einiges umfangreichere MEGA-Ausgabe ist bis heute noch nicht vollständig erschienen und weniger gebräuchlich als die MEW-Ausgabe.
- Karl Marx Frederick Engels Collected works. (MECW). Vol 1–50. Lawrence & Wishart, London 1975–2004. ISBN 0-85315-284-5. Digitalisat
- Karl Marx, Friedrich Engels: Ausgewählte Werke. Digitale Bibliothek, Band 11 (CD-ROM), Directmedia Publishing GmbH, Berlin 1998, ISBN 3-932544-15-3.

## Schriften

Forderungen der Kommunistischen Partei in Deutschland

- Zur Kritik der Hegelschen Rechtsphilosophie (Paris 1843)
- Zur Judenfrage (Paris 1843)
- Ökonomisch-philosophische Manuskripte (1844) Erstdruck Frankfurt am Main 1932.
- Thesen über Feuerbach (1845) Erstdruck Stuttgart 1888.
- Misère de la philosophie. Réponse a la philosophie de la misère de M. Proudhon (Brüssel 1847)
- Forderungen der Kommunistischen Partei in Deutschland. (Unterzeichnet) Karl Marx Karl Schapper H. Bauer F. Engels J. Moll W. Wolff. (Ende März 1847) Marx-Engels-Werke. Band 5, S.  3–5. Digitalisat
- Lohnarbeit und Kapital (Neue Rheinische Zeitung Köln 1849)
- Die Klassenkämpfe in Frankreich 1848 bis 1850  (Neue Rheinische Zeitung. Politisch-ökonomische Revue Hamburg 1850)
- Gesammelte Aufsätze; (1842) Köln 1850.
- Der 18te Brumaire des Louis Napoleon (Die Revolution New York 1852) (Digitalisat und Volltext im Deutschen Textarchiv)
- Enthüllungen über den Kommunistenprozess zu Köln (Basel und Boston 1852).
- Der Ritter vom edelmütigen Bewußtsein;  (New York 1853)
- Die britische Herrschaft in Indien / Die ostindische Kompanie, ihre Geschichte und die Resultate ihres Wirkens / Die künftigen Ergebnisse der britischen Herrschaft in Indien. allesamt erschienen in der New York Daily Tribune. 1853.
- Lord Palmerston;  London, (New York Daily Tribune) New York. 1853.[1]
- Revolutionary Spain;  New York Daily Tribune, New York 1854.
- Lord John Russell;   (Neue Oder Zeitung) Breslau und (New York Daily Tribune) New York 1855.
- Secret Diplomatic History of the Eighteenth Century; Free Press 1856/1857 (Erstdruck London 1898)
- Grundrisse der Kritik der politischen Ökonomie (1857/1858) (Erstdruck 1939/1941 Moskau)
- Zur Kritik der politischen Ökonomie (Berlin 1859)
- Herr Vogt (London 1860)

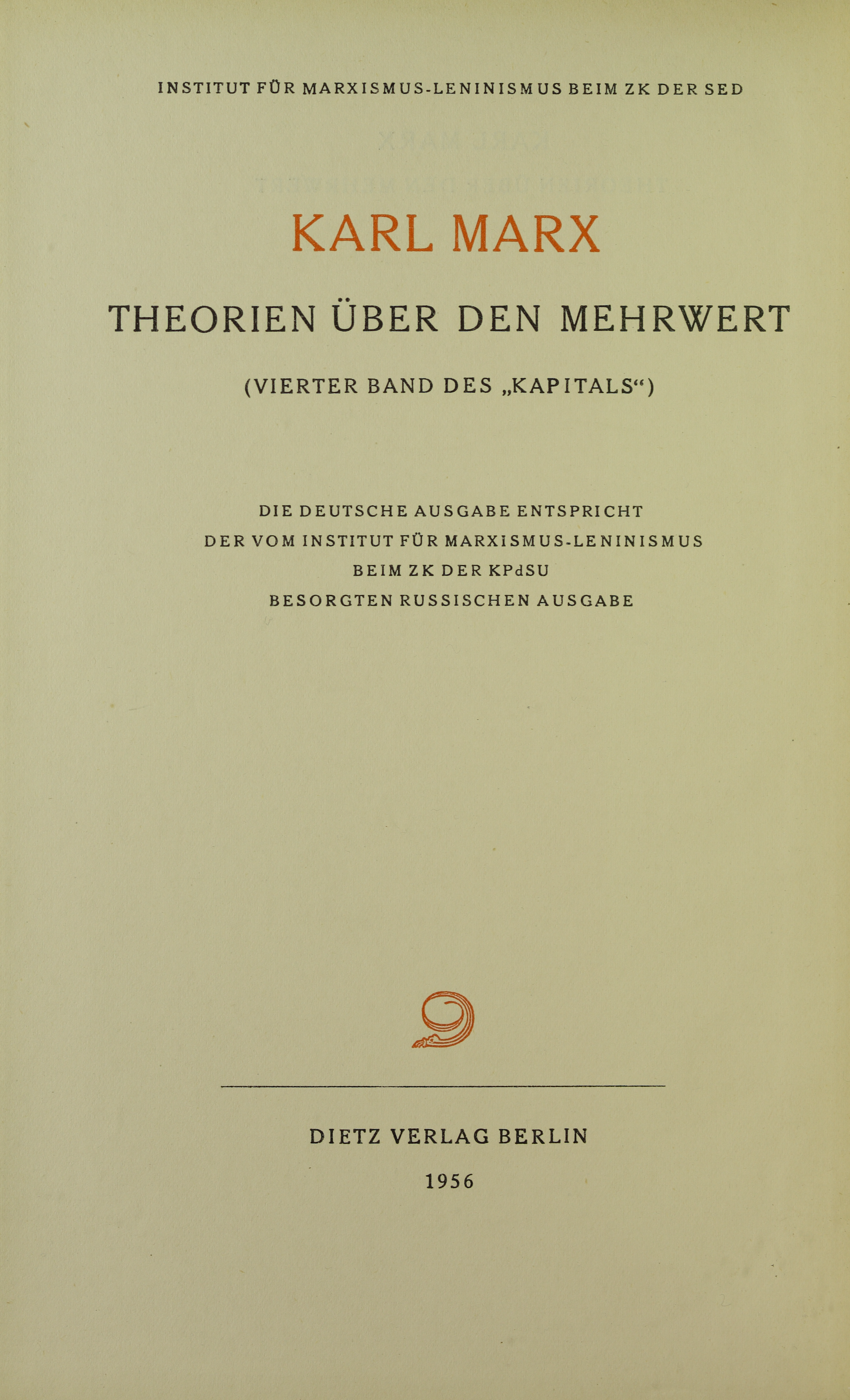
Karl Marx, Theorien über den Mehrwert, MEW 1956

- Theorien über den Mehrwert (1862/1863) (Erstdruck 1905/1910 Stuttgart)
- Inauguraladresse und Statuten der Internationalen Arbeiter-Assoziation; London 1864.
- Lohn, Preis und Profit; (1865) Erstdruck London 1898.
- Das Kapital:
  - 1. Band. Buch I: Der Produktionsprocess des Kapitals (Hamburg 1867) (Digitalisat und Volltext im Deutschen Textarchiv)
  - 2. Band. Buch II: Der Circulationsprocess des Kapitals, hg. von Friedrich Engels  (Hamburg 1885) (Digitalisat und Volltext im Deutschen Textarchiv)
  - 3. Band, 1. Teil. Buch III: Der Gesammtprocess der kapitalistischen Produktion. Kapitel I bis XXVIII, hg. von Friedrich Engels (Hamburg 1894) (Digitalisat und Volltext im Deutschen Textarchiv)
  - 3. Band, 2. Teil. Buch III: Der Gesammtprocess der kapitalistischen Produktion. Kapitel XXIX bis LII, hg. von Friedrich Engels (Hamburg 1894) (Digitalisat und Volltext im Deutschen Textarchiv)
- Der Bürgerkrieg in Frankreich. Adresse des Generalrats der Internationalen Arbeiter-Assoziation an alle Mitglieder in Europa und den Vereinigten Staaten. (Leipzig 1871).
- Ein Complott gegen die Internationale Arbeiter-Association;  Braunschweig 1874
- Kritik des Gothaer Programms (1875) Erstdruck Stuttgart 1891.
- Fragebogen für Arbeiter (1880)

### Gemeinsam mit Engels
- Die deutsche Ideologie (1845)(Erstdruck Frankfurt am Main 1932)
- Die heilige Familie (Frankfurt am Main 1845)
- Manifest der Kommunistischen Partei (London 1848)
- Rußlands Drang nach Westen: der Krimkrieg und die europäische Geheimdiplomatie im 19. Jahrhundert. Manesse Zürich 1991. (Mit einem Nachw. von Lothar Rühl)
- Das Kapital, Band II [post mortem publiziert von Engels] (Hamburg 1885)
- Das Kapital, Band III [post mortem publiziert von Engels] (Hamburg 1894)

## Briefe

### Gesamtausgaben
- Marx-Engels-Gesamtausgabe. Abteilung III. Band 1–4, Berlin 1929–1931 vollständig
- MEW, Band 27 bis 39 (Briefe von Karl Marx und Friedrich Engels von 1844 bis 1895)
- MEGA, Abteilung III Karl Marx’ und Friedrich Engels’ Briefwechsel (bisher erschienen die Bände 1 bis 13 und Band 30 (1889–1890) von insgesamt 35 Bänden.)

### Briefwechsel
- Franz Mehring (Hrsg.): Briefe von Ferdinand Lassalle an Karl Marx und Friedrich Engels 1849 bis 1862. J. H. W. Dietz Nachf., Stuttgart 1902.
- Briefe und Auszüge aus Briefen von Joh. Phil. Becker, Jos. Dietzgen, Friedrich Engels, Karl Marx u. A. an F. A. Sorge und Andere. H. W. Dietz Nachfolger, Stuttgart 1906.
- Briefwechsel zwischen Engels und Marx. Hrsg. von August Bebel und Eduard Bernstein. 1844 bis 1883. 4 Bände, J. H. W. Dietz, Stuttgart 1913. gekürzt
- Gustav Mayer (Hrsg.): Der Briefwechsel zwischen Lassalle und Marx. Nebst Briefen von Friedrich Engels und Jenny Marx an Lassalle und von Karl Marx an Gräfin Sophie Hatzfeld. Deutsche Verlags-Anstalt / Verlagsbuchhandlung Julius Springer, Stuttgart / Berlin 1922 (Ferdinand Lassalle. Nachgelassene Briefe und Schriften. Hrsg. von Gustav Mayer. Dritter Band)
- Die Briefe von Karl Marx und Friedrich Engels an Danielson <Nikolai-on> mit einem Vorw. von Gustav Mayer. Hrsg. und eingel. von Kurt Mandelbaum. Liebing, Leipzig 1929.
- Karl Marx Friedrich Engels. Briefe an A. Bebel, W. Liebknecht, K. Kautsky und Andere. Teil I. 1870–1886. Besorgt vom Marx-Engels-Lenin-Institut Moskau, unter Redaktion von W. Adoratski. Verlagsgenossenschaft Ausländischer Arbeiter in der UdSSR, Moskau/Leningrad 1933.
- Benedikt Kautsky (Hrsg.): Friedrich Engels' Briefwechsel mit Karl Kautsky. 2., durch die Briefe Karl Kautskys vervollständigte Ausgabe von „Aus der Frühzeit des Marxismus“. Danubia-Verlag, Wien 1955 (Quellen und Untersuchungen zur Geschichte der deutschen und österreichischen Arbeiterbewegung Band 1)
- Werner Blumenberg: Ein unbekanntes Kapitel aus Marx’ Leben. Briefe an die holländischen Verwandten. In: International Review of Social History, Vol. I, Part 1. Assen 1956, S. 55 ff.
- Georg Eckert (Hrsg.): Wilhelm Liebknecht. Briefwechsel mit Karl Marx und Friedrich Engels. Mouton & Co., The Hague 1963. (Quellen und Untersuchungen zur Geschichte der deutschen und österreichischen Arbeiterbewegung V. Internationaal Instituut voor Sociale Geschiedenis, Amsterdam)
- Werner Blumenberg (Hrsg.): August Bebels Briefwechsel mit Friedrich Engels. Mouton, London The Hague Paris 1965 (Quellen und Untersuchungen zur Geschichte der deutschen und österreichischen Arbeiterbewegung Band 6)
- Werner Blumenberg: Marx' und Engels' Briefwechsel mit Franz Duncker: In: International  Revue of Social History. Vol. X. 1965, S. 105–119.
- Karl Marx’ und Friedrich Engels’ Briefwechsel mit Wilhelm Bracke (1869–1880). Im Auftrag des Instituts für Marxismus-Leninismus beim ZK der SED, hrsg. und eingeleitet von Heinrich Gemkow, Berlin 1963 (Bücherei des Marxismus-Leninismus, Band 62)
- La corrispondenza di Marx e Engels con italiani. 1848–1895. A cure di Giuseppe Del Bo. Milano 1964.
- Freiligraths Briefwechsel mit Marx und Engels. Bearb. von Manfred Häckel, 2 Teile, Akademie-Verlag, Berlin 1968 (hrsg. von der Deutschen Akademie der Wissenschaften zu Berlin, Institut für Deutsche Sprache und Literatur)
- The Harney Papers. Edited by Frank Gees Black and Renee Métiver Black. Van Gorcum & Comp. N. V. Dr. H. J. Prakke & H. M. G. Prakke, Assen 1969 (Publications on Social History, issued by the Internationaal Instituut voor Sociale Geschiedenis, Amsterdam, Vol. V.)
- Helmut Hirsch (Hrsg.): Eduard Bernsteins Briefwechsel mit Friedrich Engels. Van Gorcum, Assen 1970, ISBN 90-232-0715-7.
- Die Töchter von Karl Marx. Unveröffentlichte Briefe. Aus dem Französischen und dem Englischen von Karin Kersten und Jutta Prasse. Ediert von Olga Meier. Kiepenheuer & Witsch, Köln 1979.
- Lewis S. Feuer: The friendship of Edwin Ray Lankester and Karl Marx. The last episode in Marx´s intellectual evolution. In: Journal of the History of Ideas, Vol. XL October–December 1979, Number 4, S. 633–648.
- Perepiska Karla Marksa, Fridricha Engel'sa i členov sem'i Marksa 1835–1871 gg. Moskava 1983.
- Heinz Monz: Die Verbindung des Mainzer Paul Stumpf zu Karl Marx und Friedrich Engels. Zugleich ein Beitrag zur Geschichte der Mainzer Arbeiterbewegung. Darmstadt 1986 (Hessische Beiträge zur Geschichte der Arbeiterbewegung)
- Documents relatifs aux militants belges de l'Association Internationale. Correspondance 1865–1872. Textes réunis, établis et annotés par Daisy Eveline Devreese, Bruxelles 1986.
- Jan Gielkens: Karl Marx und seine niederländischen Verwandten. Eine kommentierte Quellenedition. Trier 1999. (Schriften aus dem Karl-Marx-Haus, Heft 50)
- Rolf Hecker, Angelika Limmroth (Hrsg.): Jenny Marx. Die Briefe. Karl Dietz Verlag, Berlin 2014, ISBN 978-3-320-02297-6 enthält mehr Briefe als die MEW und MEGA bis Abt. III/13.

### Einzelne Briefe
Die nicht in der Marx-Engels-Gesamtausgabe bzw. Marx-Engels-Werke gedruckt wurden.
- August Otto-Walster. Leben und Werk. Eine Auswahl mit unveröffentlichten Briefen an Karl Marx. Hrsg. von Wolfgang Friedrich. Akademie-Verlag, Berlin 1966 (=Textausgaben zur frühen sozialistischen Literatur in Deutschland. Band 7) Otto-Walster an Karl Marx o. D. (nach dem 22. September 1874); 13, November 1874; 5. April 1875)
- Martin Hundt: Karl Marx und Adolf Friedrich Rutenberg. Ein unbekannter früher Brief. In: MEGA-Studien. 1/1994. Dietz Verlag, Berlin 1994, ISBN 3-320-01826-4, S. 148–154. Karl Marx an Adolf Friedrich Rutenberg  10. Oktober 1837 oder 1838.
- Götz Langkau / Hans Pelger: Studien zur Rheinischen Zeitung und zu ihrer Forderung nach Handelsfreiheit und Grundrechten im Deutschen Bund. Mit einem Brief von Karl Marx an Hermann Müller-Strübing (1843). Trier 2003, ISBN 3-86077-848-X, S. 17–23 (Schriften aus dem Karl-Marx-Haus) Karl Marx an Hermann Müller-Strübing 1. Januar 1843
- Karl Marx an Wilhelm von Saint-Paul, etwa Februar 1843. In: Marx-Engels-Jahrbuch. 1. Dietz Verlag, Berlin 1978, S. 328–329.
- Karl Marx an Heinrich Boernstein, 2. Dezember 1844. In: Marx-Engels-Jahrbuch. 3. Dietz Verlag, Berlin 1980, S. 299–300.
- Karl Marx an Karl Ludwig Bernays, 7. Mai 1846. In: Marx-Engels-Jahrbuch. 4. Dietz Verlag, Berlin 1981, S. 378–379.
- Kai Drewes: Die Unüberwindbarkeit der Zensur. Ein unbekannter Brief des Braunschweiger Verlegers Eduard Vieweg an Karl Marx aus dem Jahr 1846. In: Archiv für Geschichte des Buchwesens. Band 66, Walter de Gruyter, Berlin 2011, ISBN 978-3-11-025105-0, S. 155–164.
- Galina  Golovina, Martin Hundt: Friedrich Kapp und ein Marx-Brief vom Dezember 1848. In: MEGA-Studien. 1997/1. IMES, amsterdam 1997, ISBN 90-804191-1-7, S. 111–119. Karl Marx an Friedrich Kapp 9. Dezember 1848
- Karl Marx an die Redaktion der “National-Zeitung”, 31. Mai 1849. In: Marx-Engels-Jahrbuch. 8. Dietz Verlag, Berlin 1985, S. 280–281.
- Karl Marx an Leó Frankel. Um den 26. April 1871 (Entwurf). In: Karl Marx Friedrich Engels Gesamtausgabe (MEGA). Editionsgrundsätze und Probestücke. Dietz Verlag, Berlin 1972, S. 334–335 und S. 662–666.
- Liselotte Hermann: Ein bisher verschollener Brief von Marx aus seiner Korrespondenz mit Van Suetendael. In: Marx-Engels-Jahrbuch. 9. Dietz Verlag, Berlin 1986, S. 287–304. Karl Marx an Octave Francois Van Suetendael 21. Juni 1872.
- Erhard Kiehnbaum: Ein bislang unbekannter Brief von Karl Marx. In: Marx-Engels-Jahrbuch. 9. Dietz Verlag, Berlin 1986, S. 305–312. Karl Marx an Karl Pearson 15. Februar 1881
- Kai Drewes: Die Unüberwindbarkeit der Zensur. Ein unbekannter Brief des Braunschweiger Verlegers Eduard Vieweg an Karl Marx aus dem Jahr 1846. In: Archiv für Geschichte des Buchwesens. Band 66 (2011), S. 155–164. Digitalisat
- Rolf Hecker, Jean-Numa Ducange: Marx, Engels und die französische Ausgabe von Le Capital. Neue Briefe an den Herausgeber Maurice Lachâtre. In: Beiträge zur Marx-Engels-Forschung. Neue Folge 2020/21. Argument, Hamburg 2022. ISBN  978-3-86754-687-4, S.  159–182.
- Kenneth Hemmerechts, Nohemi Jocabeth Echeverria Vicente: Revisiting the Hector Denis copy of Le Capital (KF/5). In: Beiträge zur Marx-Engels-Forschung. Neue Folge 2020/21. Argument, Hamburg 2022. ISBN  978-3-86754-687-4, S.  183–198.

## Exzerpte
Marx fertigte seit seinem Studium in Bonn bis zu seinem Lebensende Exzerpte aus der von ihm durchgearbeiteten Literatur an, die vollständig in der Abteilung IV. der Marx-Engels-Gesamtausgabe ediert werden. Bisher erschienen die Bände 1 bis 9, 14, 18, 26, 31 und 32. Einzelne Exzerpte liegen auch als Einzelveröffentlichungen vor.
- Karl Marx: Zeitungsexzerpte über die Pariser Kommune. Heft I. Auszug. In: Karl Marx Friedrich Engels Gesamtausgabe (MEGA). Editionsgrundsätze und Probestücke. Dietz Verlag, Berlin 1972, S.  367–369 und S.  684–688.
- Karl Marx: Konspekt zu M. A. Bakunin: ГосударственностЬ и Анархія  (Auszüge). In: Karl Marx Friedrich Engels Gesamtausgabe (MEGA). Editionsgrundsätze und Probestücke. Dietz Verlag, Berlin 1972, S.  370–380 und S.  689–693.
- Karl Marx. Die technologisch-historischen Exzerpte. Historisch-kritische Ausgabe. Transkribiert und hrsg. von Hans-Peter Müller. Ullstein, Frankfurt am Main / Berlin / Wien 1981, ISBN 3-548-35131-X (=Ullstein Buch Nr. 35131)
- Karl Marx. Exzerpte über Arbeitsteilung, Maschinerie und Industrie. Historisch-kritische Ausgabe. Transkribiert und hrsg. von Rainer Winkelmann. Ullstein, Frankfurt am Main / Berlin / Wien 1982, ISBN 3-548-35136-0 (=Ullstein Buch Nr. 35136)
- Karl Marx. Aufzeichnungen über die Rumänen. Excerpthefte. Mit einer Einführung von Pamfil Şeicaru. Hrsg. von Hannes Elischer und Rudolf Sussmann, Günter Olzog, München / Wien 1977, ISBN 3-7892-9817-4.
- Karl Marx. Manuskripte über die polnische Frage (1863–1864). Hrsg. und eingeleitet von Werner Conze und Dieter Hertz-Eichenrode. Mouton & Co., ’s-Gravenhage 1961 (=Quellen und Untersuchungen zur Geschichte der deutschen und österreichischen Arbeiterbewegung. Band IV)
- Hans-Peter Harstick (Hrsg.): Karl Marx über Formen vorkapitalistischer Produktion. Vergleichende Studien zur Geschichte des Grundeigentums 1879–80. Campus Verlag, Frankfurt am Main 1977, ISBN 3-593-32136-X. (=Quellen und Studien zur Sozialgeschichte, Band 1).
- Karl Marx. Chronologische Auszüge [zur deutschen Geschichte vom Ende des 15. Jahrhunderts bis zum Westphälischen Frieden aus der „Weltgeschichte für das deutsche Volk“, herausgegeben von Friedrich Christoph Schlosser. 2. Auflage, Band 11–14]. In: Karl Marx. Friedrich Engels: Über Deutschland und die deutsche Arbeiterbewegung. Band 1. Von der Frühzeit bis zum 18. Jahrhundert. Dietz Verlag, Berlin 1961, S. 285–516.
- Lawrence Krader: The Ethnological Notebooks of Karl Marx (Studies of Morgan, Phear, Maine, Lubbock). Van Gorcum, Assen 1972 (=Quellen und Untersuchungen zur Geschichte der deutschen und österreichischen Arbeiterbewegung. Neue Folge. Band IV.)[2]